# Bà nội trợ

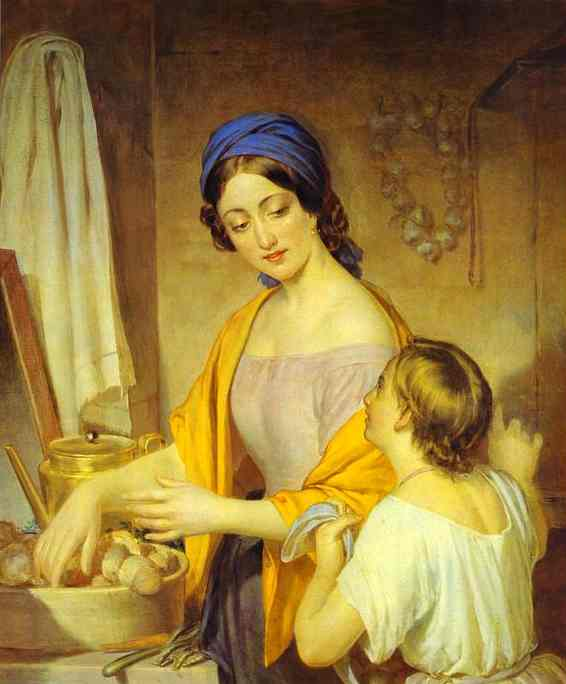
Một bà nội trợ, Trang sơn dầu của Alexey Tyranov (1801-1859). Bảo tàng Nga, St. Petersburg, Nga

Một bà nội trợ (tiếng Anh: Housewife hay Homemaker) là một người phụ nữ với nghề nghiệp chính là hoạt động hoặc quản lý gia đình, chăm sóc và giáo dục con cái, nấu ăn và cất giữ thực phẩm, mua các hàng hóa cần thiết cho gia đình trong cuộc sống hằng ngày, làm sạch và gìn giữ gia đình, giặt quần áo cho các gia đình... Ngoài ra còn có những người thường không làm việc bên ngoài gia đình. Merriam Webster mô tả bà nội trợ như một người phụ nữ đã lập gia đình và có trách nhiệm đối với gia đình đó.